# Hiliweto Somolomolo
Hiliweto Somolomolo is een bestuurslaag in het regentschap Nias van de provincie Noord-Sumatra, Indonesië. Hiliweto Somolomolo telt 348 inwoners (volkstelling 2010).